# Jon Cryer
Jon Cryer (Jonathan Niven Cryer, født 16. april 1965 i New York City, USA) er en amerikansk Emmy-nomineret skuespiller, forfatter og filmproducer. Han er kendt fra den amerikanske sitcom Two and a Half Men (2003-2015).

## Privat
Han er søn til Gretchen Cryer og David Cryer og har to søstre, Robin og Shelly.
I 1983 demiterede han fra Bronx High School of Science.
Han giftede sig med den britiske skuespillerinde Sarah Trigger, med hvem havde fik deres søn Charlie Austin. De blev skilt i 2004, men i juni 2007 blev han gift igen, denne gang med reporteren Lisa Joyner.

## Filmografi

### Som skuespiller
- No Small Affair (1984) .. som Charles Cummings
- Noon Wine (1985) ... som Teenage Herbert
- Pretty in Pink (1986) ... som Phil 'Duckie' Dale
- Morgan Stewart's Coming Home (1987) ... som Morgan Stewart
- O.C. and Stiggs (1987) ... som Randall Schwab Jr.
- Superman IV: The Quest For Peace (1987) ... som Lenny
- Dudes (1987) ... som Grant
- Hiding Out (1987) ... som Andrew Morenski/Max Hauser
- Rap Master Ronnie: A Report Card (1988)
- Penn & Teller Get Killed (1989) ... som 3rd Frat Boy
- The Famous Teddy Z (1989) ... som Teddy Zakalokis
- Hot Shots! (1991) ... som Jim 'Wash Out' Pfaffenbach
- The Waiter (1993) ... som Tommy Kazdan
- Heads (1993) ... som Guy Franklin
- Partners (1995) ... som Bob
- The Pompatus of Love (1996) ... som Mark
- Cannes Man (1996) ... Cameo
- Plan B (1997) ... som Stuart Winer
- It's Good to Be King (1997) ... som Mort
- Two Guys a Girl and a Pizza Place (1998)... som Justin
- Getting Personal (1998) ... som Sam Wagner
- Went to Coney Island on a Mission From God... Be Back by Five (1998) ... som Daniel
- Holy Man (1998) ... som Barry
- Mr. Show (1998) ... som Duckie
- The Trouble with Normal (2000) ... som Zack Mango
- Glam (2001) ... som Jimmy Pells
- Hey Joel (2003) (stemme) ... som Joel Stein
- Stripperella (2003) (stemme)
- Becker (2003) ... som Roger
- Two and a Half Men (2003-2015) ... som Alan Harper
- The Metro Chase (2003) ... som Mr. Stamm
- Danny Phantom (2005) ... som Freakshow

### Forfatter
- The Pompatus of Love (1996)
- Went to Coney Island on a Mission From God... Be Back by Five (1998)

### Producer
- Getting Personal (1998)
- Went to Coney Island on a Mission From God... Be Back by Five (1998)